# Schüsselkarspitze
Lo  Schüsselkarspitze  è una cima montuosa di 2.553 m. ed è posizionata sulla cresta principale dei Monti del Wetterstein, al confine tra Austria (stato federale del Tirolo) e Germania (stato federale della Baviera).  È una delle montagne più famose per l'arrampicata nelle Alpi calcaree settentrionali.

## Geografia
Lo Schüsselkarspitze si trova tra le vette più alte della Leutascher Dreitorspitze a est e della Scharnitzspitze a ovest. È separata dalla Scharnitzspitze dalla Wangscharte occidentale, con la torre Westgratturm poco definita che si trova tra la Wangscharte e la Schüsselkarspitze. Una cresta fortemente strutturata si estende dalla Schüsselkarspitze verso est fino alla Leutascher Dreitorspitze, il cui punto più profondo si trova circa 70 m sotto la Schüsselkarspitze. A nord si trova la valle del Partnach e a sud quella del Leutascher Ache. È una delle vette che chiudono la valle Oberreintal a sud. Sulle enormi lastre della parete sud, alte fino a 350 m, si snodano diverse vie di arrampicata impegnative.  Solo recentemente sono state costruiti itinerari di arrampicata alpina individuali, anche difficili, sulla parete nord alta 500 m.   
Nella zona sommitale dello Schüsselkarspitze si trova il bivacco fisso Schüsselkar, una struttura che offre rifugio agli scalatori in caso di emergenza.

## Accesso
Le località della valle sono Garmisch-Partenkirchen, Leutasch e Mittenwald, che sono i punti di partenza per la salita alla vetta e per le arrampicate. Intorno allo Schüsselkarspitze si trovano diversi rifugi alpini che possono fungere da punto di partenza:
- a sud: il Wangalm (1.751 m) nella valle di Scharnitz;  a gestione privata, raggiungibile da Leutasch.
- a sud: il Wettersteinhütte (1.717 m) nella Scharnitztal, sotto la Wangalm;  gestione privata, accesso da Leutasch.
- a nord: l'Oberreintalhütte (1.532 m) nell'Oberreintalkar[1].

## Alpinismo
Da oltre 130 anni sullo Schüsselkarspitze si scrive la storia delle Alpi. La prima ascensione della Schüsselkarspitze fu effettuata nel 1894 da Heinrich Moser e Oscar Schuster attraverso il fianco nord.  Fino ad allora la vetta era considerata impraticabile a causa di diversi tentativi falliti. Anche la parete sud, alta fino a 350 metri, ha avuto per lungo tempo questa nomea.
- Gli alpinisti Fichtel e Herzog nel 1913: dopo che Hans Dülfer scalò la parete est del Fleischbank nel Wilder Kaiser nel 1912, l'élite degli alpinisti dell'epoca tentò la parete sud dello Schüsselkarspitze. Erano presenti Hans Dülfer, Tita Piaz, Paul Preuss, Toni Schmid e Otto Herzog. Infine, furono Otto Herzog e Hans Fiechtl a raggiungere la vetta attraverso la parete sud in due giorni, il 1° ottobre 1913; con bivacco e nonostante la neve fresca. Cercarono la strada più semplice e logica e segnarono il percorso tracciando una z. T. sulla roccia.
- Parete sud-orientale, 1934: lo strato roccioso a piastre dello Schüsselkarspitze nel suo punto più alto non era ancora stato scalato. Rudolf Peters e Rudolf Haringer riuscirono a raggiungere questo obiettivo il 25 e 26 giugno 1934, con un bivacco e molte audaci scalate in libera. Ancora una volta, un muro che per lungo tempo era stato ritenuto invalicabile era “caduto”.
- Parete sud diretta, 1939: non esisteva ancora una via diretta attraverso la parete sud, Fiechtl e Herzog avevano elegantemente aggirato la parte centrale strapiombante della parete. Questa sezione centrale del muro fu affrontata nel 1939 da Peter Aschenbrenner e Kuno Rainer. Si arrampicarono direttamente davanti alla parete di 8 metri del “Fiechtl-Herzog” lungo un sistema di fessure, fino ad arrivare nella zona della parete strapiombante. Attraverso la fessura Rainer giunsero, senza alcun ausilio tecnico, in una grande grotta, dalla quale, sulla sinistra, si apre un'uscita sorprendentemente facile. I principali problemi della parete dello Schüsselkarspitze erano stati così risolti.
- Escursione del 1980: il 10 agosto 1980, dopo diversi giorni di lavoro preparatorio alla salita e utilizzando molto materiale, numerosi spit e corde fisse, Josef Heinl e Albert Gilgenrainer aprirono una delle prime vie di ottavo grado nelle Alpi. I passaggi chiave furono il Piazschuppe alto 40 m, e la traversata ascendente del 7° tiro. Kurt Albert effettuò la prima salita in libera nel settembre dello stesso anno.
- Escursione del 1981: solo un anno dopo, il 31 luglio 1981, Wolfgang Güllich e Kurt Albert aprirono questa via altrettanto difficile, in uno stile completamente diverso. Tuttavia, in questo caso sono presenti solo pochi dispositivi di sicurezza fissi, per cui la salita stessa doveva essere assicurata con dispositivi di sicurezza mobili. La Locker vom Hocker è una delle vie alpine serie di questa difficoltà e una delle grandi classiche delle Alpi settentrionali, che dimostra chiaramente il livello di arrampicata del 1981.
- Escursione del 2011: ci sono voluti 30 anni prima che Andi Schaumann e Martin Oswald tracciassero un itinerario attraverso l'impervia parete nord dello Schüsselkarspitze nel tipico "stile Oberreintal". I tratti difficili (7+) sono ben assicurati, ma nei gradi 5 e 6 la via presenta un'ampia spaziatura dei chiodi[1].